# Savoia-Aosta

Grande stemma di Casa Savoia-Aosta

I Savoia-Aosta costituiscono un ramo cadetto di Casa Savoia, originatosi nel 1845. Il capo della casa ha il titolo di Duca d'Aosta (secondo la teoria vittoriana nella disputa dinastica sabauda) e di Duca di Savoia (secondo la teoria aostana nella disputa dinastica sabauda) e il trattamento di Altezza Reale.

## Storia

### Origini
Il primo duca d'Aosta fu Amedeo, terzogenito del re d'Italia Vittorio Emanuele II. Amedeo ricevette questo titolo alla nascita, ma lo abbandonò quando divenne re di Spagna nel 1871. Abdicò nel 1873 e al suo ritorno in Italia il padre lo riconfermò duca d'Aosta.
Sposò in prime nozze a Torino, il 30 maggio 1867, Maria Vittoria dal Pozzo della Cisterna, ultima erede di un antico casato piemontese. Da questo matrimonio nacquero tre maschi:
- Emanuele Filiberto, secondo duca d'Aosta (1869-1931).
- Vittorio Emanuele, conte di Torino (1870-1946).
- Luigi Amedeo, duca degli Abruzzi (1873-1933).

Rimasto vedovo nel 1876, Amedeo si risposò nel 1888 con sua nipote Maria Letizia Bonaparte, figlia della sorella Maria Clotilde di Savoia, ed ebbe un altro figlio maschio:
- Umberto di Savoia, conte di Salemi (1889-1918).

### Luigi Amedeo, duca degli Abruzzi
Tranne il primogenito, tutti i figli morirono celibi e senza figli. Da ricordare di Luigi Amedeo, duca degli Abruzzi, le imprese di esploratore:
- Due volte circumnavigatore del globo (1894-1897 e 1902-1904).
- Scalatore del monte Sant'Elia in Alaska (1897).
- Partecipante alla spedizione verso il Polo Nord (1899-1900), dove, il 25 aprile 1899, raggiunse la massima latitudine artica di 86° 33' 49".
- Scalatore del Ruwenzori in Kenya (1906).
- Partecipante alla spedizione verso il K2 in Pakistan (1909).
- Colonizzatore della Somalia dal 1918 alla morte.

### Emanuele Filiberto, Amedeo e Aimone
Emanuele Filiberto, duca dal 1890, sposò a Kingston upon Thames, il 25 giugno 1895, Elena d'Orléans (York, 13 giugno 1871 - Castellammare di Stabia, 21 gennaio 1951). Dal matrimonio nacquero:
- Amedeo di Savoia, terzo duca d'Aosta (1898-1942).
- Aimone di Savoia, duca di Spoleto, poi quarto duca d'Aosta (1900-1948), che fu re di Croazia con il nome Tomislavo II durante la seconda guerra mondiale.

Amedeo morì senza figli maschi (aveva avuto due femmine) e il titolo ducale passò al fratello minore Aimone, il quale, il 1º luglio 1939 in Santa Maria del Fiore, a Firenze, sposò la principessa Irene di Grecia, figlia del re Costantino I. Da questo matrimonio nacque un solo figlio, Amedeo, nato a Firenze il 27 settembre 1943 e morto ad Arezzo il 1º giugno 2021 e duca d'Aosta dal 1948.

### Epoca recente
Amedeo di Savoia, quinto duca, ha sposato in prime nozze il 22 luglio 1964, a Sintra, in Portogallo, Claudia di Francia (nata nel 1943), figlia di Enrico d'Orléans, pretendente al trono di Francia. Ha sposato, in seconde nozze, la nobildonna siciliana Silvia Paternò di Spedalotto dei marchesi di Reggiovanni e conti di Prades. Dal primo matrimonio ha avuto:
- Bianca Irene Olga Elena Isabella di Savoia Aosta (nata il 2 aprile 1966).
- Aimone Umberto Emanuele Filiberto Luigi Amedeo Elena Maria Fiorenzo di Savoia Aosta (nato il 13 ottobre 1967).
- Mafalda Giovanna di Savoia Aosta (nata il 20 settembre 1969).

Aimone di Savoia-Aosta il 27 settembre 2008 ha sposato a Patmos in Grecia, Olga di Grecia, dalla quale ha avuto tre figli:
- Umberto, nato a Parigi il 7 marzo 2009, nominato Principe di Piemonte dal nonno Amedeo.
- Amedeo, nato a Parigi il 24 maggio 2011, nominato duca degli Abruzzi dal nonno Amedeo.
- Isabella, nata a Parigi il 14 dicembre 2012, principessa reale di Savoia.

## Linea di successione

### Duchi d'Aosta
| n°  | Nome               | Ritratto | Nascita           | Regno           | Regno           | Morte           |
| n°  | Nome               | Ritratto | Nascita           | Inizio          | Termine         | Morte           |
| --- | ------------------ | -------- | ----------------- | --------------- | --------------- | --------------- |
| I   | Amedeo             |          | 30 maggio 1845    | 30 maggio 1845  | 18 gennaio 1890 | 18 gennaio 1890 |
| II  | Emanuele Filiberto |          | 13 gennaio 1869   | 18 gennaio 1890 | 4 luglio 1931   | 4 luglio 1931   |
| III | Amedeo             |          | 21 ottobre 1898   | 4 luglio 1931   | 3 marzo 1942    | 3 marzo 1942    |
| IV  | Aimone             |          | 9 marzo 1900      | 3 marzo 1942    | 29 gennaio 1948 | 29 gennaio 1948 |
| V   | Amedeo             |          | 27 settembre 1943 | 29 gennaio 1948 | 7 luglio 2006   | 1º giugno 2021  |
| VI  | Aimone             |          | 13 ottobre 1967   | 7 luglio 2006   | in carica       | vivente         |

### Tavola genealogica del ramo Savoia-Aosta
|                                                             |                                                                              |                                                                              |                                                                          |                                                                                            |                                                                                            |                                                                                      | | | |                                                                                        |                                                                                        |               |               |
|                                                             |                                                                              |                                                                              |                                                                          |                                                                                            |                                                                                            |                                                                                      | · Ramo Carignano | | |                                                                                        |                                                                                        |               |               |
|                                                             |                                                                              |                                                                              |                                                                          |                                                                                            |                                                                                            |                                                                                      | | | |                                                                                        |                                                                                        |               |               |
|                                                             |                                                                              |                                                                              |                                                                          |                                                                                            |                                                                                            |                                                                                      | | | |                                                                                        |                                                                                        |               |               |
|                                                             |                                                                              |                                                                              |                                                                          |                                                                                            |                                                                                            |                                                                                      | Amedeo I duca d'Aosta (1873-1890) *1845 †1890 1 ⚭ Maria Vittoria dal Pozzo della Cisterna *1846 †1876 2 ⚭ Maria Letizia Bonaparte *1866 †1926 | | |                                                                                        |                                                                                        |               |               |
|                                                             |                                                                              |                                                                              |                                                                          |                                                                                            |                                                                                            |                                                                                      | | | |                                                                                        |                                                                                        |               |               |
|                                                             |                                                                              |                                                                              |                                                                          |                                                                                            |                                                                                            |                                                                                      | | | |                                                                                        |                                                                                        |               |               |
|                                                             |                                                                              |                                                                              |                                                                          | 1 Emanuele Filiberto II duca d'Aosta (1890-1931) *1869 †1931 ⚭ Elena d'Orléans *1871 †1951 | 1 Emanuele Filiberto II duca d'Aosta (1890-1931) *1869 †1931 ⚭ Elena d'Orléans *1871 †1951 | 1 Vittorio Emanuele Conte di Torino *1870 †1946                                      | 1 Vittorio Emanuele Conte di Torino *1870 †1946                                                                                               | 1 Luigi Amedeo Duca degli Abruzzi *1873 †1933                                                                                                | 1 Luigi Amedeo Duca degli Abruzzi *1873 †1933                                                                                                | 2 Umberto Conte di Salemi *1889 †1918                                                  | 2 Umberto Conte di Salemi *1889 †1918                                                  |               |               |
|                                                             |                                                                              |                                                                              |                                                                          |                                                                                            |                                                                                            |                                                                                      | | | |                                                                                        |                                                                                        |               |               |
|                                                             |                                                                              |                                                                              |                                                                          |                                                                                            |                                                                                            |                                                                                      | | | |                                                                                        |                                                                                        |               |               |
|                                                             | Amedeo III duca d'Aosta (1931-1942) *1898 †1942 ⚭ Anna d'Orléans *1906 †1986 | Amedeo III duca d'Aosta (1931-1942) *1898 †1942 ⚭ Anna d'Orléans *1906 †1986 |                                                                          |                                                                                            |                                                                                            |                                                                                      | | Aimone IV duca d'Aosta (1942-1948) *1900 †1948 ⚭ Irene di Grecia *1904 †1974                                                                 | Aimone IV duca d'Aosta (1942-1948) *1900 †1948 ⚭ Irene di Grecia *1904 †1974                                                                 |                                                                                        |                                                                                        |               |               |
|                                                             |                                                                              |                                                                              |                                                                          |                                                                                            |                                                                                            |                                                                                      | | | |                                                                                        |                                                                                        |               |               |
|                                                             |                                                                              |                                                                              |                                                                          |                                                                                            |                                                                                            |                                                                                      | | | |                                                                                        |                                                                                        |               |               |
| Margherita *1930 †2022 ⚭ Roberto d'Asburgo-Este *1915 †1996 | Margherita *1930 †2022 ⚭ Roberto d'Asburgo-Este *1915 †1996                  | Maria Cristina *1933 †2023 ⚭ Casimiro di Borbone delle Due Sicilie *1938     | Maria Cristina *1933 †2023 ⚭ Casimiro di Borbone delle Due Sicilie *1938 |                                                                                            |                                                                                            |                                                                                      | | Amedeo V duca d'Aosta (1948-2006) Duca di Savoia (1983-2021) *1943 † 2021 1 ⚭ Claudia d'Orléans *1943 2 ⚭ Silvia Paternò di Spedalotto *1953 | Amedeo V duca d'Aosta (1948-2006) Duca di Savoia (1983-2021) *1943 † 2021 1 ⚭ Claudia d'Orléans *1943 2 ⚭ Silvia Paternò di Spedalotto *1953 |                                                                                        |                                                                                        |               |               |
|                                                             |                                                                              |                                                                              |                                                                          |                                                                                            |                                                                                            |                                                                                      | | | |                                                                                        |                                                                                        |               |               |
|                                                             |                                                                              |                                                                              |                                                                          |                                                                                            |                                                                                            |                                                                                      | | | |                                                                                        |                                                                                        |               |               |
| · Asburgo-Lorena d'Este                                     | · Asburgo-Lorena d'Este                                                      | · discendenza                                                                | · discendenza                                                            | 1 Bianca *1966 ⚭ Giberto Arrivabene Valenti Gonzaga *1961                                  | 1 Bianca *1966 ⚭ Giberto Arrivabene Valenti Gonzaga *1961                                  | 1 Aimone Duca di Savoia (dal 2021), già VI duca d'Aosta *1967 ⚭ Olga di Grecia *1971 | 1 Aimone Duca di Savoia (dal 2021), già VI duca d'Aosta *1967 ⚭ Olga di Grecia *1971                                                          | | | 1 Mafalda *1969 1 ⚭ Alessandro Ruffo di Calabria 2 ⚭ Francesco Lombardo di San Chirico | 1 Mafalda *1969 1 ⚭ Alessandro Ruffo di Calabria 2 ⚭ Francesco Lombardo di San Chirico | Ginevra *2006 | Ginevra *2006 |
|                                                             |                                                                              |                                                                              |                                                                          |                                                                                            |                                                                                            |                                                                                      | | | |                                                                                        |                                                                                        |               |               |
|                                                             |                                                                              |                                                                              |                                                                          |                                                                                            |                                                                                            |                                                                                      | | | |                                                                                        |                                                                                        |               |               |
|                                                             |                                                                              |                                                                              |                                                                          | Umberto Principe di Piemonte *2009                                                         | Umberto Principe di Piemonte *2009                                                         | Amedeo Duca degli Abruzzi *2011                                                      | Amedeo Duca degli Abruzzi *2011 | Isabella Principessa di Savoia *2012 | Isabella Principessa di Savoia *2012 | · 2 discendenza                                                                        | · 2 discendenza                                                                        |               |               |

## Castelli, Palazzi e Ville
| Acquirente                          | Da                                      | Bene immobile | Bene immobile                      | Proprietà    | Proprietà           | Proprietà |
| Acquirente                          | Da                                      | Bene immobile | Bene immobile                      | Acquisizione | Vendita o ereditato |           |
| ----------------------------------- | --------------------------------------- | ------------- | ---------------------------------- | ------------ | ------------------- | --------- |
| Amedeo, I duca d'Aosta              | Maria Vittoria dal Pozzo della Cisterna |               | Castello di Belriguardo            | 1876         | 1912                |           |
| Amedeo, I duca d'Aosta              | Maria Vittoria dal Pozzo della Cisterna | ?             | Villa della Cisterna               | 1876         | ?                   |           |
| Amedeo, I duca d'Aosta              | Maria Vittoria dal Pozzo della Cisterna |               | Palazzo Dal Pozzo della Cisterna   | 1876         | 1940                |           |
| Amedeo, I duca d'Aosta              | Maria Vittoria dal Pozzo della Cisterna | -             | Castello di Reano                  | 1876         | 1904                |           |
| Amedeo, I duca d'Aosta              | Maria Vittoria dal Pozzo della Cisterna |               | Cappella della Madonna della Pietà | 1876         | 1996                |           |
| Emanuele Filiberto, II duca d'Aosta | Eredi Della Torre Hofer Valsassina      |               | Tenuta il Borro                    | 1903         | 1993                |           |
| Amedeo, III duca d'Aosta            | Famiglia Arborio di Gattinara           |               | Castello e tenute a Sartirana      | 1931         | ?                   |           |
| Amedeo, III duca d'Aosta            | Eredi Sartirana di Breme                | ?             | Villa Sartirana                    | 1934         | 1962                |           |